# Sandro Salvadore
Sandro Salvadore (29. listopad 1939, Milán, Italské království – 4. leden 2007, Asti, Itálie) byl italský fotbalový obránce.
Vyhrál pět titulů v italské lize, z toho dva v Miláně (1958/59, 1961/62) a tři v Juventusu (1966/67, 1971/72, 1972/73). Je také mistrem Evropy z roku 1968. Stal se symbolem Bianconeri, kde dělal kapitána. 
Po fotbalové kariéře se stal trenérem u mládeže Juventusu.

## Kariéra

### Klubová

#### Milán
Začínal v Miláně s dalším skvělým obráncem Trapattonim. První utkání za dospělé odehrál 21. září 1958 proti Triestině (2:0). I když odehrál v sezoně jen tři utkání, slavil první titul. Až od sezony 1960/61 se stal stabilním členem sestavy, i když o pozici libera bojoval s Maldinim. Poslední titul u Rossoneri slavil v sezoně 1961/62. Po sezoně byl vyměněn do Juventusu za Moru. Manažer Giuseppe Viani to vysvětlil takto: "Měli jsme dva páry kalhot, Salvadoreho a Maldiniho, jednoho jsme vyměnili za bundu (Mora). Teď máme kompletní šaty." Klub opustil po 72 utkání a jedné vstřelené branky, kterou vstřelil 26. února 1961 proti Sampdorii (3:1).

#### Juventus
Ihned po přestupu k Bianconeri se stal vedle Castanem, důležitým členem obrany. Jenže když přišel v roce 1964 nový trenér Heriberto Herrera jeho pozice slábla a dokonce se několikrát nevešel do sestavy. Nastoupil jen do 9 utkání v lize. Poté se vztahy zlepšily a mohl slavit v sezoně 1966/67 slavit svůj třetí titul. Na začátku sezóny 1969/70, díky fyzickému úpadku svého vrstevníka Castana, zdědil po svém spoluhráči kapitánskou pásku. V sezonách 1971/72, 1972/73 slavil další tituly v lize a navíc si zahrál finále o Pohár PMEZ 1972/73, ale prohráli s Ajaxem (0:1). Po sezoně 1973/74 skončil po 17 sezonách fotbalovou kariéru. Za 12 let u Bianconeri odehrál celkem 453 utkání a vstřelil 17 branek. Mezi vyhranými tituly, získal i jeden Italský pohár 1964/65 a také si zahrál dvakrát finále o Veletržní pohár (1964/65 a 1970/71), oba byl na poli poražených. V roce 2011 byl uctěn na chodníku slávy u stadionu Juventusu.

### Reprezentační
S reprezentací debutoval na OH 1960. Poté se zúčastnil dva turnaje na MS (1962 a 1966). Na MS 1966 dělal kapitána. Po turnaji se na dva roky s reprezentací rozloučil a vrátil se na ME 1968. Zde hrál jen jedno utkání, ale utkání to bylo zlaté. Byl u vítězství 2:0 proti Jugoslávii. Poslední utkání za Azzuri nastoupil 21. února 1970 proti Španělsku (2:2). V národním týmu nastoupil do 36 utkání plus 5 utkání na OH.

## Statistika

### Klubová
| Sezóna             | Klub               | Liga               | Liga   | Liga | Ligové poháry | Ligové poháry | Ligové poháry | Kontinentální poháry | Kontinentální poháry | Kontinentální poháry | Celkem | Celkem |
| Sezóna             | Klub               | Soutěž             | Zápasy | Góly | Soutěž        | Zápasy        | Góly          | Soutěž               | Zápasy               | Góly                 | Zápasy | Góly   |
| ------------------ | ------------------ | ------------------ | ------ | ---- | ------------- | ------------- | ------------- | -------------------- | -------------------- | -------------------- | ------ | ------ |
| 1957/58            | Milán              | Serie A            | 0      | 0    | IP            | 3             | 0             | -                    | 0                    | 0                    | 3      | 0      |
| 1958/59            | Milán              | Serie A            | 3      | 0    | IP            | 0             | 0             | -                    | 00                   | 0                    | 3      | 0      |
| 1959/60            | Milán              | Serie A            | 5      | 0    | IP            | 1             | 0             | PMEZ                 | 1                    | 0                    | 7      | 0      |
| 1960/61            | Milán              | Serie A            | 34     | 1    | IP            | 2             | 0             | -                    | 0                    | 0                    | 36     | 1      |
| 1961/62            | Milán              | Serie A            | 30     | 0    | IP            | 1             | 0             | Vel.P                | 2                    | 0                    | 30     | 0      |
| Celkem za Milán    | Celkem za Milán    | Celkem za Milán    | 72     | 1    | -             | 7             | 0             | -                    | 3                    | 0                    | 82     | 1      |
| 1962/63            | Juventus           | Serie A            | 34     | 0    | IP            | 4             | 0             | -                    | 0                    | 0                    | 38     | 0      |
| 1963/64            | Juventus           | Serie A            | 31     | 0    | IP            | 2             | 0             | Vel.P                | 4                    | 0                    | 37     | 0      |
| 1964/65            | Juventus           | Serie A            | 9      | 1    | IP            | 6             | 0             | Vel.P                | 6                    | 1                    | 21     | 2      |
| 1965/66            | Juventus           | Serie A            | 33     | 3    | IP            | 2             | 0             | PVP                  | 2                    | 0                    | 37     | 3      |
| 1966/67            | Juventus           | Serie A            | 32     | 4    | IP            | 5             | 0             | Vel.P                | 6                    | 0                    | 43     | 4      |
| 1967/68            | Juventus           | Serie A            | 28     | 0    | IP            | 1             | 0             | PMEZ                 | 8                    | 0                    | 37     | 0      |
| 1968/69            | Juventus           | Serie A            | 24     | 1    | IP            | 5             | 1             | Vel.P                | 4                    | 0                    | 33     | 2      |
| 1969/70            | Juventus           | Serie A            | 29     | 3    | IP            | 6             | 0             | Vel.P                | 3                    | 0                    | 38     | 3      |
| 1970/71            | Juventus           | Serie A            | 26     | 0    | IP            | 3             | 0             | Vel.P                | 11                   | 0                    | 40     | 0      |
| 1971/72            | Juventus           | Serie A            | 30     | 1    | IP            | 8             | 0             | PU                   | 7                    | 0                    | 45     | 1      |
| 1972/73            | Juventus           | Serie A            | 28     | 2    | IP            | 9             | 0             | PMEZ                 | 9                    | 0                    | 46     | 2      |
| 1973/74            | Juventus           | Serie A            | 27     | 0    | IP            | 5             | 0             | PMEZ+Int.P           | 2+1                  | 0                    | 35     | 0      |
| Celkem za Juventus | Celkem za Juventus | Celkem za Juventus | 331    | 15   | -             | 56            | 1             | -                    | 63                   | 1                    | 450    | 17     |
| Celkově            | Celkově            | Celkově            | 403    | 16   | -             | 63            | 1             | -                    | 66                   | 1                    | 535    | 18     |

### Reprezentační

#### Statistika na velkých turnajích
| Reprezentace | Rok     | Zápasy             | Zápasy | Zápasy         | Zápasy           | Zápasy           | Zápasy   |
| Reprezentace | Rok     | Fáze turnaje       | Datum  | Soupeř         | Odehraných minut | Vstřelené branky | Výsledek |
| ------------ | ------- | ------------------ | ------ | -------------- | ---------------- | ---------------- | -------- |
| Itálie       | OH 1960 | 1 zápas ve skupině | 26. 8. | Tchaj-wa       | 90               | 0                | 4:1      |
| Itálie       | OH 1960 | 2 zápas ve skupině | 29. 8. | Velká Británie | 90               | 0                | 2:2      |
| Itálie       | OH 1960 | 3 zápas ve skupině | 1. 9.  | Brazílie       | 90               | 0                | 3:1      |
| Itálie       | OH 1960 | Semifinále         | 5. 9.  | Jugoslávie     | 120              | 0                | 1:1      |
| Itálie       | OH 1960 | O 3. místo         | 9. 9.  | Maďarsko       | 90               | 0                | 1:2      |
| Itálie       | MS 1962 | 1 zápas ve skupině | 31. 5. | Německo        | 90               | 0                | 0:0      |
| Itálie       | MS 1962 | 2 zápas ve skupině | 2. 6.  | Chile          | 90               | 0                | 0:2      |
| Itálie       | MS 1962 | 3 zápas ve skupině | 7. 6.  | Švýcarsko      | 90               | 0                | 3:0      |
| Itálie       | MS 1966 | 1 zápas ve skupině | 13. 7. | Chile          | 90               | 0                | 2:0      |
| Itálie       | MS 1966 | 2 zápas ve skupině | 16. 7. | Sovětský svaz  | 90               | 0                | 0:1      |
| Itálie       | ME 1968 | Finále             | 10. 6. | Jugoslávie     | 90               | 0                | 2:0      |

## Úspěchy

### Klubové

#### Národní
- vítěz italské ligy (5x)

Milán: 1958/59, 1961/62

Juventus: 1966/67, 1971/72, 1972/73
- vítěz italského poháru (1x)

Juventus: 1964/65

### Reprezentační
- 2× na MS (1962, 1966)
- 1× na ME (1968 - zlato)
- 1× na OH (1960)

### Vyznamenání
Bronzová medaile za atletickou statečnost (1966)

Stříbrná medaile za atletickou statečnost (1968) 